# Монтичело (Козенца)
Монтичело је насеље у Италији у округу Козенца, региону Калабрија.
Према процени из 2011. у насељу је живело 175 становника. Насеље се налази на надморској висини од 332 м.